# 3,7 cm TAK
Il 3,7 cm Tankabwehrkanone Rheinmetall in starrer Räderlafette, abbreviato in 3,7 cm TAK, era un pezzo di artiglieria controcarri da 37 mm, sviluppato congiuntamente Rheinmetall e Krupp per l'Esercito imperiale tedesco alla fine della prima guerra mondiale.

## Storia
L'Alto Comando tedesco aveva sottovalutato con sorprendente noncuranza l'esigenza di un'arma anticarro, confidando nella capacità delle loro armi standard, con nuove tattiche, di tener testa ai carri nemici. L'unica vera arma anticarro rapidamente adottata fu il fucile anticarro Tankgewehr M1918 da 13 mm, tra l'altro poco efficace né popolare tra le truppe. Nell'estate del 1918, con i primi utilizzi in massa dei carri alleati, divenne evidente la gravità di questo errore di valutazione. I tedeschi avviarono quindi diversi programmi di emergenza per la fornitura di un'arma anticarro efficace a distanza di sicurezza contro i carri armati.
Le due società Krupp e Rheinmetall furono entrambe invitate a progettare un cannone revolver anticarro con canna in calibro 37 mm, che impiegasse l'affusto esistente del 7,58 cm Minenwerfer per ridurre i tempi di produzione. Fu scelto il progetto Rheinmetall, denominato 3,7 cm Tankabwehrkanone Rheinmetall in starrer Räder-Lafette.
Il progetto, su affusto rigido privo di freno di sparo, era semplice e veloce da produrre in massa. Fu emesso un ordine per 300 pezzi, subito portati a 1.020. La dotazione organica prevista di 32 armi per ogni Minenwerfer-Abteilung. Alla fine della guerra erano stati consegnati ai reparti circa 600 TAK, che sul campo si dimostrò stabile e preciso durante il fuoco.

## Tecnica
Il TAK aveva una canna lunga 809 mm, incavalcata su un affusto rigido privo di freno di sparo, con ruote fisse a razze in legno. Il settore di tiro era di -6°/+9° e l'angolo di tiro di 21°. Le mire metalliche fisse consentivano il tiro fino a 2.600 m. Il proiettile perforante, pesante 0,46 kg, con o senza tracciante, veniva lanciato con una velocità alla volata di 506 m/s ed era capace di penetrare 15 mm di blindatura ad una distanza di 500 m. Il pezzo veniva trainato da un cavallo, mentre sul campo di battaglia veniva spostato manualmente da una squadra di 4 serventi.